# 14062 Cremaschini
14062 Cremaschini è un asteroide della fascia principale. Scoperto nel 1996, presenta un'orbita caratterizzata da un semiasse maggiore pari a 2,4324670 UA e da un'eccentricità di 0,1294477, inclinata di 2,65896° rispetto all'eclittica.
L'asteroide è dedicato all'astronomo amatoriale italiano Claudio Cremaschini.